# Chaleponcus dolabratinus
Chaleponcus dolabratinus är en mångfotingart som beskrevs av Kraus 1960. Chaleponcus dolabratinus ingår i släktet Chaleponcus och familjen Odontopygidae. Inga underarter finns listade i Catalogue of Life.